# Rajd Mamontowa
Rajd Mamontowa – rajd przeprowadzony przez biały 4 Doński Korpus Kawalerii pod dowództwem gen. Konstantina Mamontowa po tyłach 8 i 9 Armii Czerwonej, przez terytorium guberni tambowskiej, rozpoczęty 10 sierpnia 1919 r. i zakończony 19 września. 
Na trasie rajdu Kozacy niszczyli mosty i linie kolejowe, dopuszczali się ponadto licznych rabunków. Bez większych trudności zajęli Tambow i Kozłow, rozbijając słabe jednostki czerwonych, jednak nie starali się utrzymać tych miast, lecz po dokonaniu grabieży opuścili je. Działania korpusu Mamontowa wywołały panikę wśród lokalnych władz radzieckich.  

## Tło wydarzeń
Sytuacja w guberni tambowskiej późną wiosną i latem 1919 r. była skomplikowana - teren ten kontrolowany był przez władze radzieckiej Rosji, ale działały na nim oddziały chłopskich powstańców (zielonych), którzy regularnie dokonywali ataków na lokalne rady i komórki partyjne. Nawet 30 tys. mężczyzn uszło do lasów przed poborem do Armii Czerwonej, prowadzonym w związku z kontrofensywą na Froncie Wschodnim. 
Na początku lipca 1919 r., po zdobyciu przez białe Siły Zbrojne Południa Rosji Carycyna, dowodzący nimi gen. Anton Denikin ogłosił plan ofensywy na Moskwę. Obejmował on m.in. marsz przez gubernię tambowską i region Woroneża, łącznie z zajęciem tego miasta. W lipcu Armia Czerwona zaczęła przygotowywać się do kontruderzenia, które miało zostać wykonane siłami 9 i 10 Armii i zostać wymierzone głównie w Armię Kaukaską gen. Piotra Wrangla. W planie Denikina siły Wrangla miały uderzać w kierunku na Saratów i Rtiszczewo, a więc linie zaopatrzeniowe biegnące przez gubernię tambowską miałyby zasadnicze znaczenie dla skutecznego ich powstrzymania. 
Armia Kaukaska rozpoczęła natarcie z Carycyna w kierunku Saratowa w końcu lipca 1919 r., musiała jednak wycofać się do Carycyna wobec kontrataku przerzuconej z frontu wschodniego czerwonej 2 Armii oraz własnych poważnych trudności z zaopatrzeniem i uzupełnieniami. Czerwona grupa uderzeniowa pod dowództwem Wasilija Szorina przeszła do kontrofensywy.

## Przebieg rajdu
Nieoczekiwanie dla czerwonego dowództwa 10 sierpnia 1919 r. 4 doński korpus kawalerii, dowodzony przez Konstantina Mamontowa wykorzystał lukę między pozycjami 8 i 9 Armii Czerwonej w pobliżu Nowochopiorska i dostał się na tyły wojsk czerwonych. 12 sierpnia biali zajęli Borisoglebsk, napotykając bardzo słaby opór. Kawaleria Mamontowa przemieszczała się sprawnie wzdłuż linii kolejowych, podczas gdy piechota i artyleria czerwonych, wobec fatalnej deszczowej pogody, grzęzły na głównych drogach.
Według Jonathana Smele rajd Mamontowa mógł być przejawem samowoli Kozaków, nieuwzględnionym w planach ofensywy na Moskwę nakreślonych przez Denikina, natomiast według Evana Mawdsleya należy uznawać go za działanie zaplanowane, wpisujące się w ogólne plany białych, które jednak zostało zrealizowane niewłaściwie z uwagi na niezdyscyplinowanie żołnierzy.
Pierwszym celem Kozaków Mamontowa był Tambow, broniony przez czerwoną 4 dywizję strzelecką, naprędce uzupełnioną o zmobilizowanych aktywistów partyjnych i komsomolskich, a także wykrytych dezerterów (którzy nie przejawiali ochoty do walki). Lokalni przywódcy partii komunistycznej oraz tambowskiego komitetu wykonawczego opuścili Tambow 16 i 17 sierpnia, spodziewając się skutecznej obrony miasta. Tymczasem dowodzący 4 dywizją Dmitrij Sokołow, dawny oficer armii rosyjskiej, bez walki przekazał je w ręce Kozaków 18 sierpnia. W mieście oddziały Mamontowa dopuściły się aktów rabunku i grabieży na znaczną skalę. Kozacy zniszczyli fabryki, splądrowali i rozgrabili magazyny żywności oraz budynki administracyjne, zabrali całą odnalezioną broń, zabili też kilka osób pracujących w radzieckiej administracji. Następnie 21 sierpnia opuścili miasto, rozrzuciwszy wcześniej ulotki zachęcające do powstania przeciwko bolszewikom.
Niepowstrzymywane przez nikogo siły Mamontowa skierowały się na Kozłow, dokonując po drodze dalszych rabunków, niekiedy też sprzedając miejscowym dobra skradzione w Tambowie. Niszczyły również linie kolejowe i mosty. W Kozłowie na wieść o marszu Kozaków doszło do paniki, a część mieszkańców zebrała się na stacji kolejowej razem z dobytkiem, mając nadzieję wydostać się z miasta. Ewakuowane zostało dowództwo Frontu Południowego Armii Czerwonej, miejscowe placówki komisariatu poczty i telegrafu. Kozłow został zdobyty przez siły Mamontowa 23 sierpnia, po kilkugodzinnej bitwie z broniącymi stacji kolejowej rozproszonymi oddziałami czerwonych. Natychmiast po zajęciu miasta doszło w nim do masowych aktów rabunku; do rozgrabiania zapasów żywności z państwowych magazynów przyłączyli się również miejscowi mieszkańcy. 
W Kozłowie część mieszkańców poparła białych i uroczyście powitała wkraczającego osobiście 23 sierpnia Mamontowa. Dwa dni później na łamach lokalnej gazety, za zgodą Mamontowa, opublikowany został program polityczny, który miały kierować się jego siły: walka z bolszewikami do ich całkowitego zniszczenia, zwołanie Zgromadzenia Ludowego, podział ziemi między chłopów, obrona robotników przed wyzyskiem ze strony kapitału i państwa, zdecentralizowanie państwa w oparciu o samorządy, przywrócenie szacunku dla porządku publicznego i prawa. Mamontow zapewniał również, że w Kozłowie został przywrócony porządek, a rabunek dobiegł końca. W tym samym czasie w mieście Kozacy nadal dopuszczali się zabójstw aktywistów komunistycznych i Żydów, co poparło też kilku miejscowych duchownych prawosławnych, a także kradzieży. Równocześnie Mamontow w trakcie rajdu nie podejmował żadnych prób konsolidowania władzy na zdobytym terytorium i praktycznego wdrażania swojego programu, przez co nawet dowództwo białych nie uważało jego politycznych planów za poważne. 
26 sierpnia oddział Kozaków skierował się z Kozłowa na węzeł kolejowy Griazi, gdzie jednak napotkał opór jednostek Armii Czerwonej i musiał się wycofać. 27 sierpnia oddziały Mamontowa w większości opuściły Kozłow, kierując się na Lipieck i Lebiediań. Armia Czerwona wkroczyła ponownie do Kozłowa 30 sierpnia, nie napotykając niemal żadnego oporu. Po wejściu do miasta komitet rewolucyjny natychmiast rozstrzelał dziewięciu mieszkańców, którzy kilka dni wcześniej witali Mamontowa i byli gotowi z nim współpracować w walce z bolszewikami. Na terenie guberni przystąpiono do odtwarzania lokalnych rad chłopskich i robotniczych, które rozpierzchły się na wieść o zbliżaniu się Kozaków Mamontowa. 
Korpus Mamontowa opanował jeszcze Lebiediań i Jelec, następnie przeszedł do guberni woroneskiej i tam 19 września połączył się z Kozakami kubańskimi dowodzonymi przez Andrieja Szkurę. Tempo poruszania się oddziałów Mamontowa spadło, gdyż Kozacy wieźli ze sobą znaczną ilość zrabowanych dóbr. Część Kozaków opuściła korpus, by odwieźć zdobyte łupy nad Don. Ci, którzy pozostali, 30 września wzięli udział, wspólnie z Kozakami Szkury, w zdobyciu Woroneża.

## Konsekwencje
Rajd Mamontowa poważnie skomplikował plany kontrofensywy Frontu Południowego Armii Czerwonej, gdyż Kozacy dońscy, przemieszczając się zwłaszcza w pierwszych dniach w nadspodziewanie szybkim tempie, niszczyli na swojej drodze magazyny, linie kolejowe i mosty, doprowadzali do zerwania łączności między jednostkami. Mamontow nie dążył do maksymalnego zaszkodzenia 8 i 9 Armii, czego oczekiwało od niego dowództwo Sił Zbrojnych Południa Rosji, ale skupiał się na łatwym zajmowaniu miast, rabowaniu i przemieszczaniu się dalej. Nie informował nawet innych białych jednostek o swoich planach i ruchach wojsk. Dowodzący Armią Kaukaską gen. Piotr Wrangel oceniał jego działania z sierpnia-września jako naganne i wręcz przestępcze.  
4 Korpus Doński został zmuszony do opuszczenia Woroneża 24 października 1919 r. przez korpus kawalerii pod dowództwem Siemiona Budionnego. Następnie w dwutygodniowych walkach o węzeł kolejowy Kastornoje został przez czerwoną konnicę rozbity. W trakcie bitwy, 2 listopada 1919 r., Wrangel pozbawił Mamontowa stanowiska dowódcy korpusu, co spotkało się z niezadowoleniem jego żołnierzy i innych kozackich generałów. Wśród Kozaków rajd Mamontowa uważany był za wyczyn bohaterski, a dowódca 4 Korpusu cieszył się ogromną popularnością.  